# Taboo (Christabelle-dal)
A Taboo (magyarul: Tabu) a máltai Christabelle dala, mellyel Máltát képviselte a 2018-as Eurovíziós Dalfesztiválon Lisszabonban. A dal a 2018. február 3-án rendezett máltai nemzeti döntőben nyerte el az eurovíziós indulás jogát.

## Eurovíziós Dalfesztivál
A dalt az Eurovíziós Dalfesztiválon a május 10-i második elődöntőben adta elő, fellépési sorrendben tizenkettedikként a Lengyelországot képviselő Gromee és Lukas Meijer Light Me Up című dala után és a Magyarországot képviselő AWS Viszlát nyár című dala előtt. Az elődöntőben a tizenharmadik helyen végzett, így nem jutott tovább a május 12-i döntőbe. Ez volt sorozatban a második alkalom, hogy a Máltát képviselő dal nem jutott tovább a dalfesztivál döntőjébe.
A következő máltai induló Michela Chameleon című dala volt a 2019-es Eurovíziós Dalfesztiválon.